# Dean Crawford
Dean Crawford (28 febbraio 1958 – 6 dicembre 2023) è stato un canottiere canadese.

## Palmarès

### Olimpiadi
- 1 medaglia:
  - 1 oro (Los Angeles 1984 nell'otto)